# Terra Cimmeria

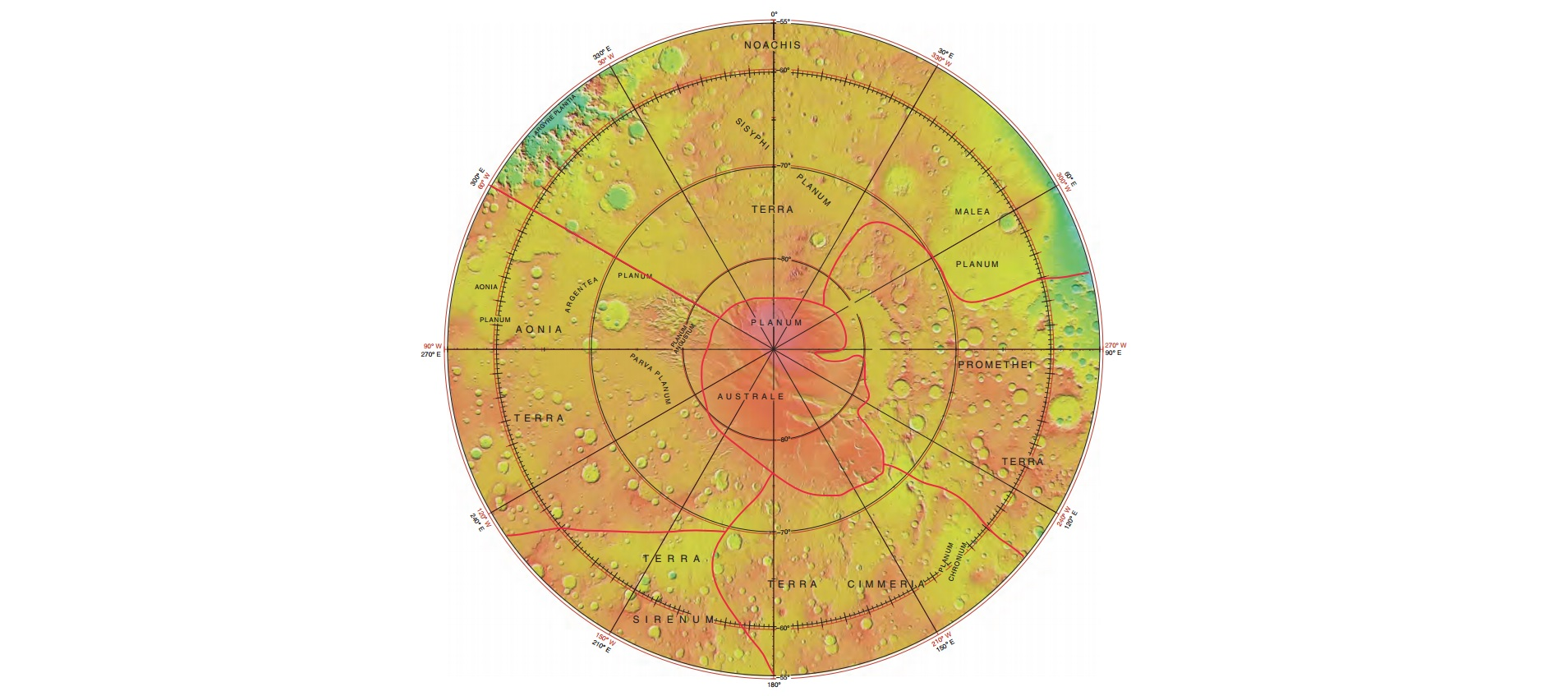
Mapa MOLA que muestra Terra Cimmeria cerca del polo sur y otras regiones.

Terra Cimmeria es una vasta región de la superficie marciana, centrada en torno a las coordenadas 32.68° S, 147.75° E, cubriendo una longitud de 5400 km en su extremo más largo. Terra Cimmeria es una parte de la región altamente poblada de cráteres del hemisferio austral del planeta.